# Gniazdówkowate
Gniazdówkowate (Limidae) – rodzina wyłącznie morskich małży nitkoskrzelnych z monotypowego rzędu Limoida, obejmująca około 125 gatunków występujących głównie w morzach ciepłych. Dawniej zaliczano je do Anisomyaria – nierównomięśniowych. 

## Budowa

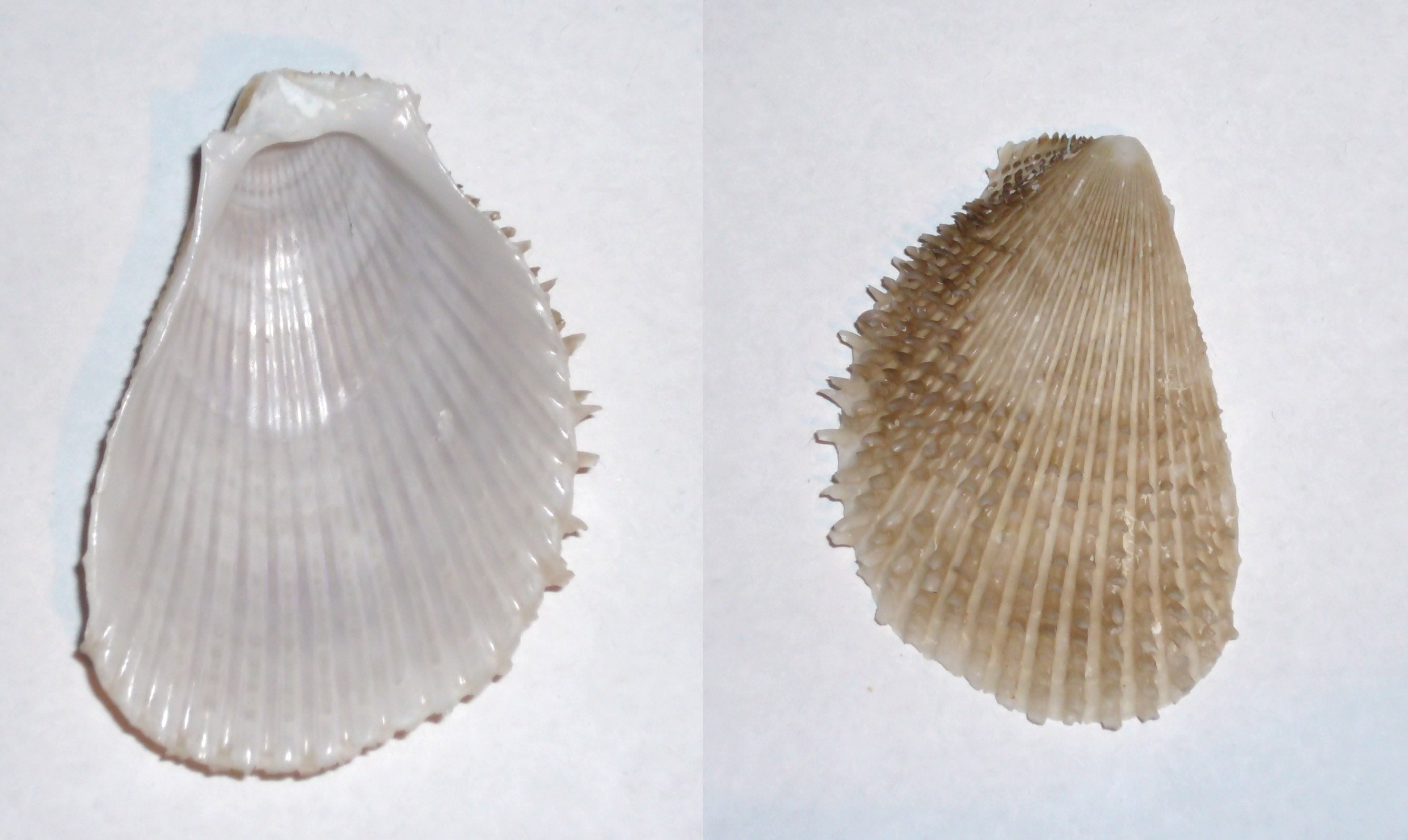
Muszle Lima lima

Muszla owalna lub w kształcie skrzywionego jaja, z białawymi skorupkami, zazwyczaj wyższa niż dłuższa. Zamek muszli bez ząbków. Obecny jeden mięsień zwieracz muszli. 
Gniazdówkowate wyróżniają się jaskrawym ubarwieniem ciała i czułków płaszczowych. Najczęściej są to barwy: pomarańczowa, żółta lub czerwona. Kleiste czułki – produkujące żrącą substancję obronną – osiągają długość porównywalną z wielkością muszli. 

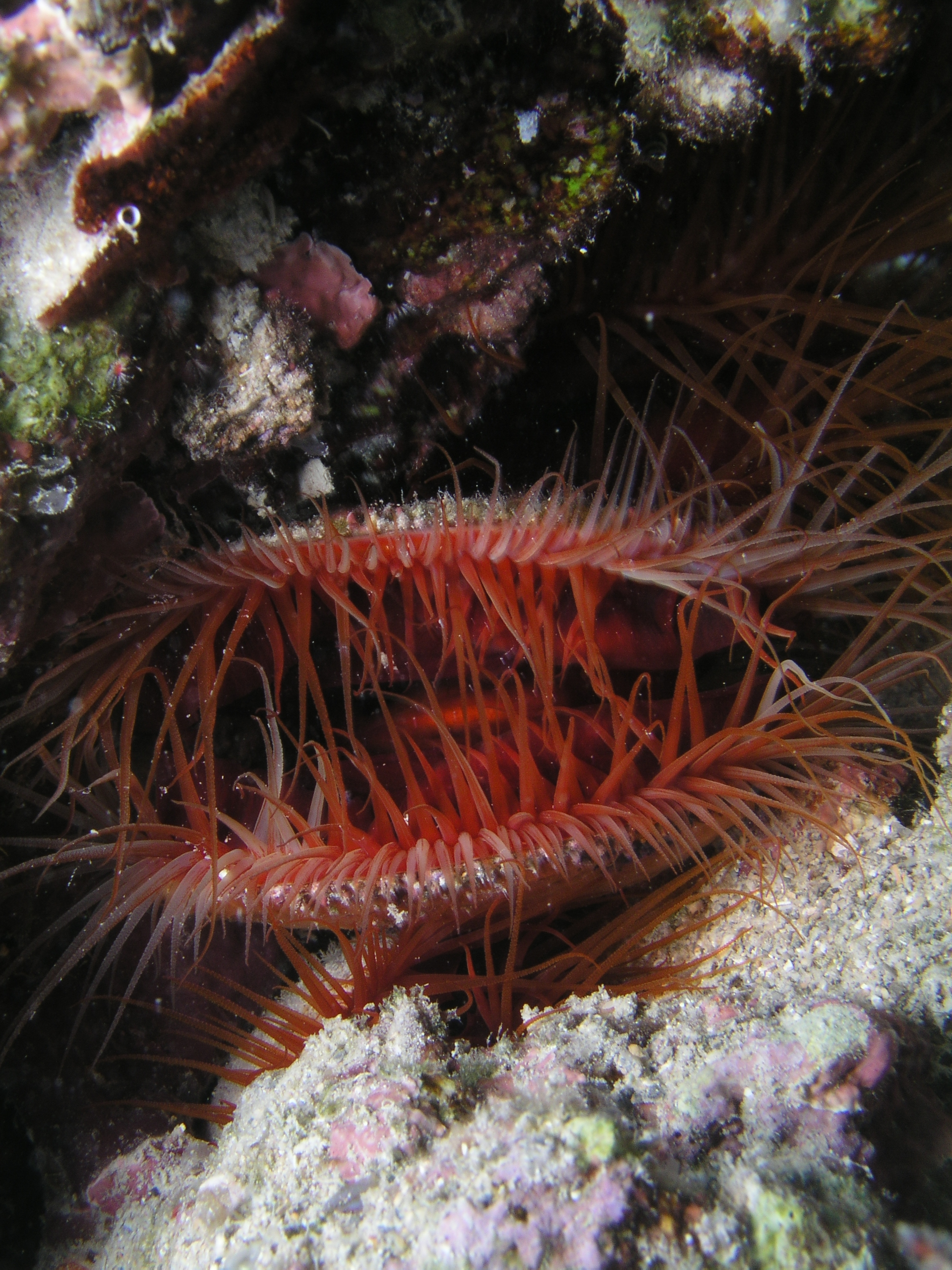
Lima scabra

## Tryb życia
Nazwa zwyczajowa rodziny wiąże się z tym, że niektóre gniazdówki (np. z rodzaju typowego rodziny – Lima) budują ochronne gniazda z różnorodnych materiałów (kawałki kamieni, muszli, korali i innych) sklejanych wydzieliną gruczołu bisiorowego. 
Wśród gniazdówkowatych znane są gatunki, które pływają wystrzykując z muszli wodę oraz skaczą przy pomocy nogi. 

## Klasyfikacja
W rodzinie gniazdówkowatych wyróżniane są następujące rodzaje:
- Acesta
- Ctenoides
- Divarilima
- Escalima
- Fukama
- Lima
- Limaria
- Limatula
- Limatuletta
- Limea
- Notolimea
- Plicacesta
- Promantellum
- Stabilima